# Иванов, Владимир Николаевич (педагог)
Иванов, Владимир Николаевич (род. 22 ноября 1957, Алёшкино, Ядринский район, Чувашская АССР, СССР) — российский педагог, доктор педагогических наук, профессор (2001).
Ректор Чувашского государственного педагогического университета имени И. Я. Яковлева (2016—2023).

## Биография
Родился в деревне Алёшкино Ядринского района Чувашской АССР. Был министром в Кабинете министров Чувашии — с февраля 2011 по май 2016 занимал должность министра образования и молодёжной политики Чувашской Республики. 
2 октября 2013 года Учёный совет Чувашского государственного университета имени И. Н. Ульянова утвердил список претендентов на пост ректора, в который кроме Александрова вошли: министр образования молодёжной политики Чувашской Республики В. Н. Иванов (признавался главным претендентом) , директор Чувашского государственного института гуманитарных наук Ю. Н. Исаев, заведующая Кафедрой социальных технологий Чебоксарского филиала РАНХиГС Н. Г. Семедова-Полупан, заведующий Кафедрой региональной экономики и предпринимательства ЧГУ А. Е. Яковлев. 8 ноября 2013 года на заседании Аттестационной комиссии Министерства образования и науки Российской Федерации под руководством министра Д. В. Ливанова были рассмотрены кандидатуры на должность ректора ЧГУ им. И. Н. Ульянова. В ходе рассмотрения были согласованы кандидатуры А. Ю. Александрова и Ю. Н. Исаева. 
С 2020 года член Высшего экономического совета Чувашской Республики. В 2023 году прекратил исполнение обязанностей ректора ЧГПУ.

## Награды
- Медаль К. Д. Ушинского  (2003)
- Заслуженный учитель Чувашской Республики (1998)
- Медаль ордена «За заслуги перед Чувашской Республикой»
- Почётный гражданин Ядринского района (2014)